# On2 Technologies
On2 Technologies, anciennement connue sous le nom The Duck Corporation est une société basée à Clifton Park, New York spécialisée dans la conception de codecs vidéo.

## Codecs créés
Parmi les plus connus de ses produits, on compte TrueMotion S, TrueMotion 2, TrueMotion RT 2.0, VP3 (rendu libre par la société et dont est issu Theora), VP4, VP5, TrueMotion VP6, TrueMotion VP7, et le dernier d'entre eux VP8.

## Rachat par Google
En août 2009, Google a proposé d'acquérir la société. Le 17 février 2010, les actionnaires de On2 Technologies ont voté et approuvé le rachat.